# Arenaria pomelii
Arenaria pomelii là loài thực vật có hoa thuộc họ Cẩm chướng. Loài này được Munby mô tả khoa học đầu tiên năm 1864.